# Anna Kiesenhofer
Anna Kiesenhofer, född 14 februari 1991, är en österrikisk tävlingscyklist och matematiker. Hon är postdoktor i matematik vid École polytechnique fédérale de Lausanne (EPFL). Kiesenhofer tog guld i damernas linjelopp vid olympiska sommarspelen 2020 i Tokyo. Det var Österrikes första medalj vid sommarspelen sedan 2004 och deras första OS-guld i cykling sedan 1896.

## Akademisk karriär
Kiesenhofer studerade matematik vid Wiens Tekniska Universitet mellan 2008 och 2011 och slutförde sin master's degree vid University of Cambridge mellan 2011 och 2012. Hon tog en PhD vid Kataloniens tekniska högskola med sin avhandling Integrable systems on b-symplectic manifolds 2016. Kiesenhofer är postdoktor vid École polytechnique fédérale de Lausanne (EPFL) och ingår i en grupp som forskar om olinjär partiell differentialekvation.

## Cykelkarriär
Mellan 2011 och 2014 tävlade Kiesenhofer i triathlon och duathlon. År 2014 råkade hon ut för en skada som stoppade henne från att springa och började då med cykling.
I juli 2021 var Kiesenhofer den enda tävlanden från Österrike i damernas 137 km långa linjelopp vid olympiska sommarspelen 2020 i Tokyo. Hon tog guld i racet och slutade 75 sekunder före tvåan Annemiek van Vleuten. Kiesenhofer tränade för tävlingen utan någon tränare eller något professionellt lag och betraktades inte som en utmanare att ta medalj.
I racet drog Kiesenhofer tidigt iväg från klungan och följdes av fyra andra tävlande. Med 86 km kvar till mål ledde gruppen bestående av Kiesenhofer, Omer Shapira och Anna Plichta med 10 minuter framför den jagande pelotonen. Kiesenhofer drog ensam iväg från de andra cyklisterna under de sista 41 km och Shapira samt Plichta blev senare ikappåkta av den jagande pelotonen. Flertalet i pelotonen, bland annat Van Vleuten, gick i mål utan att veta att Kiesenhofer var framför dem. Kiesenhofer sade efter tävlingen att hon inte kunnat tänka sig att vinna och att hon varit nöjd med en topp 25-placering. CNN beskrev vinsten som "en av de största chockerna i OS-historien".